# ال فاکتور
ال فاکتور (به لاتین: El Factor) یک منطقهٔ مسکونی در جمهوری دومینیکن است که در استان ماریا ترینیداد سانچز واقع شده‌است. ال فاکتور ۱۴۹٫۲۳ کیلومتر مربع مساحت و ۲۰٬۱۴۸ نفر جمعیت دارد.